# 파울 (문어)

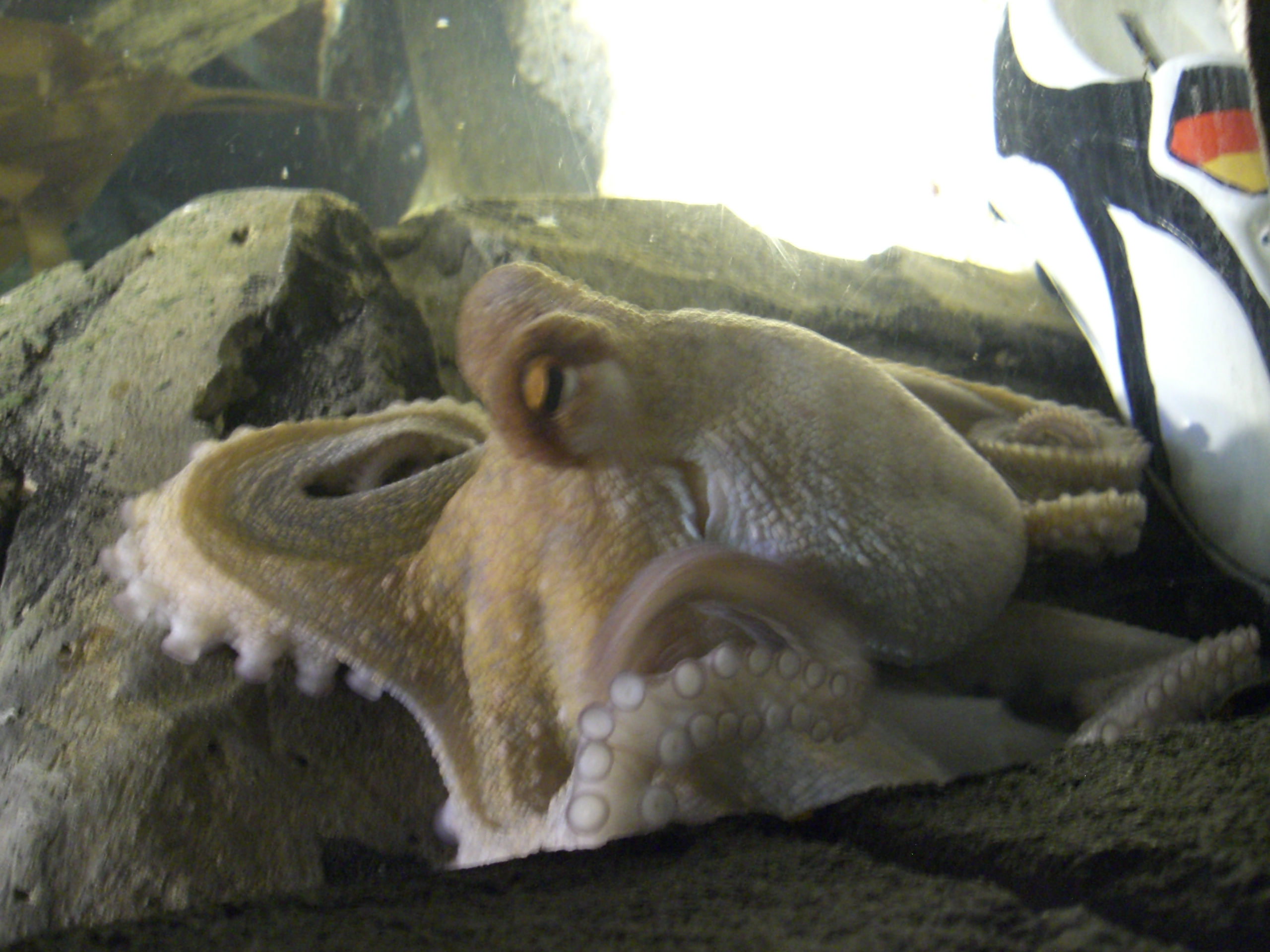
파울

파울(독일어: Paul, 2008년 1월 26일 ~ 2010년 10월 26일)은 독일의 유명한 문어이다. 파울은 UEFA 유로 2008과 2010년 FIFA 월드컵에서 독일 축구 국가대표팀의 승패 여부를 높은 확률로 맞춰 유명해졌으며 점쟁이 문어, 족집게 문어 등의 별명을 갖고 있었다. 독일 오버하우젠의 수족관인 시 라이프 센터스에서 살았으며 2010년 10월 26일에 자연사했다.

## 예언하는 방법

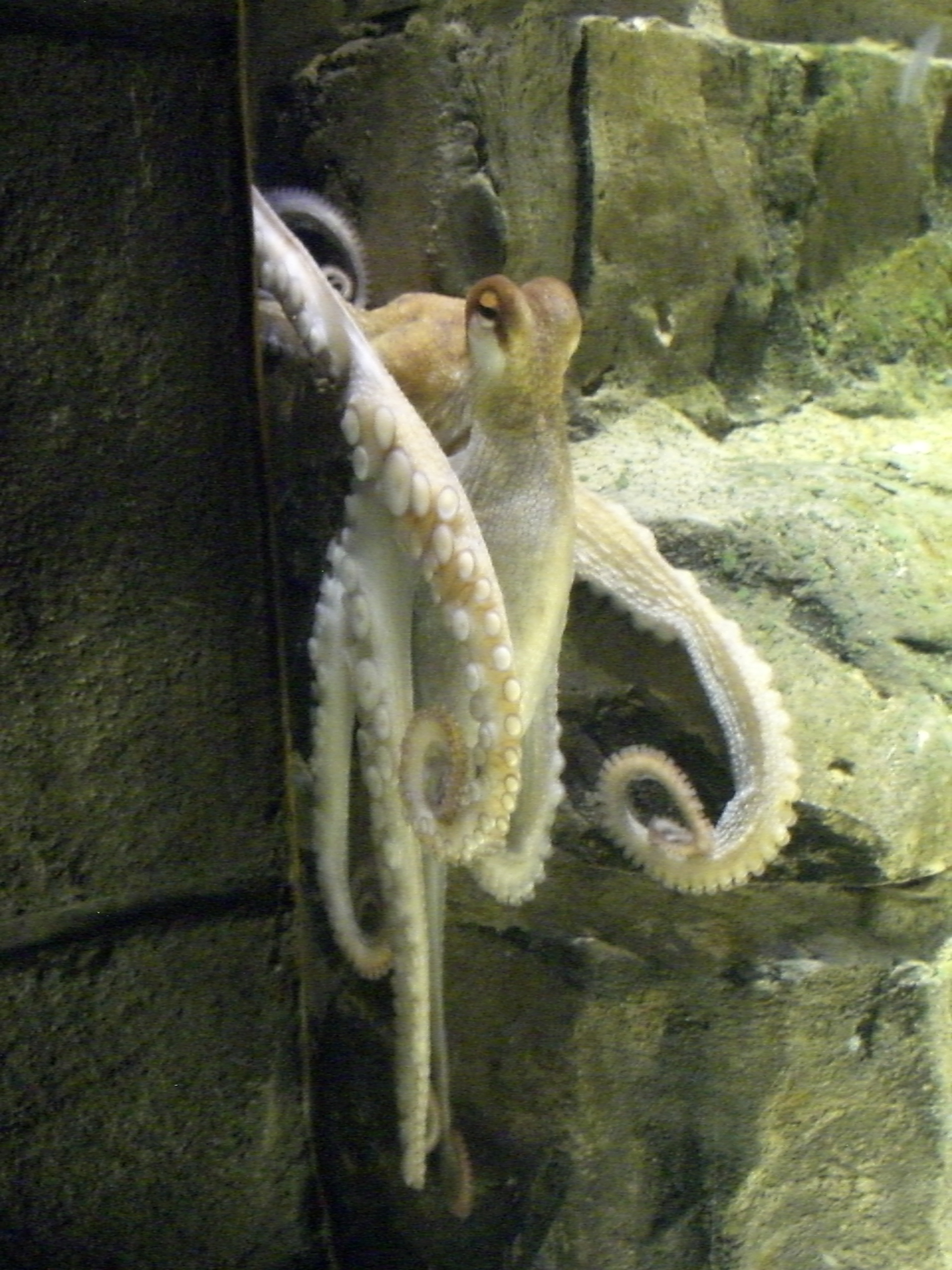
탱크에 있는 파울

파울이 있는 수족관에 각국의 국기가 그려진 투명한 상자 안에 홍합을 넣어 파울이 먹는 쪽에 국기가 그려진 쪽이 승리한다고 보는 것이다. 파울은 바로 바로 선택하는 경우도 있었지만 한 시간 이상 걸려서 선택한 경우도 있다. 파울의 예언 적중률은 전 세계적으로 화제가 되었으며 예언하는 과정은 독일, 스페인 등 방송사에서 생중계로 보도되기도 했다.

## 파울의 예상과 실제 경기 결과

### 독일 축구 국가대표팀 경기

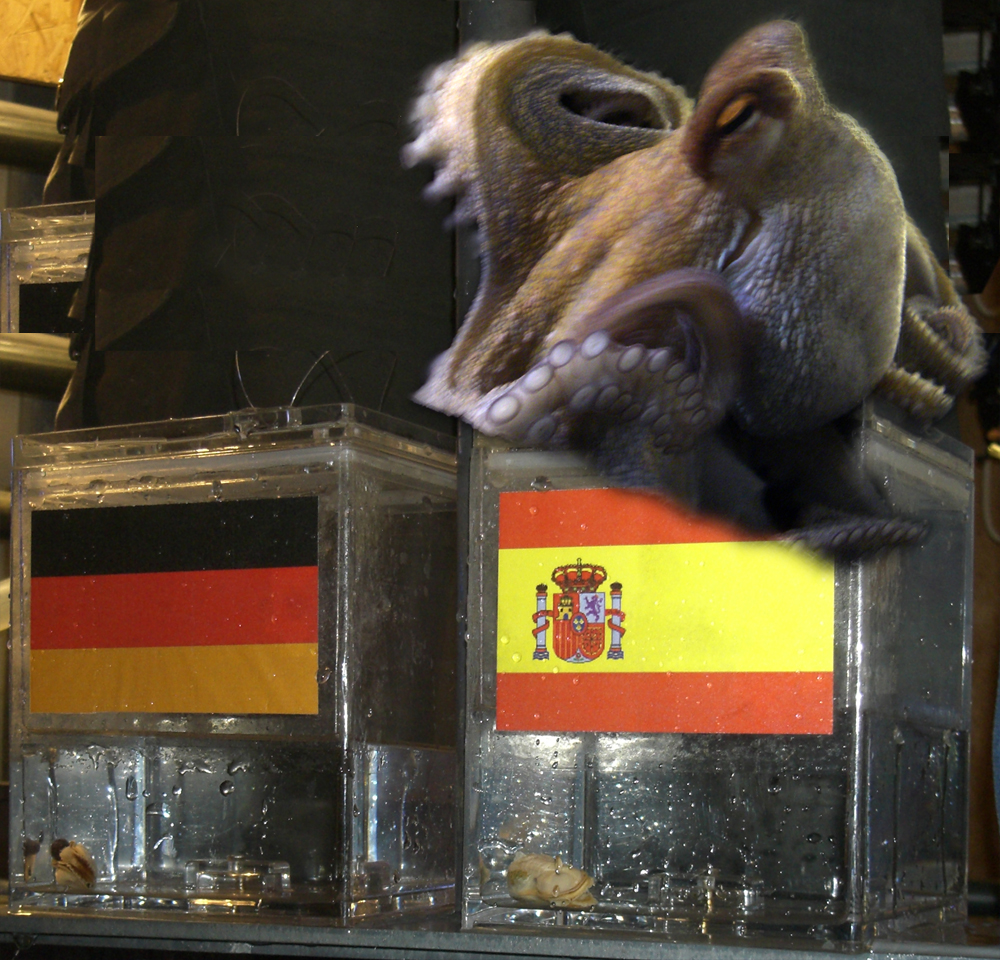
파울은 2010년 준결승전 예측에서 독일 대신 스페인을 선택했다.

| 상대팀         | 대회               | 경기 등급 | 날짜            | 예상        | 경기 결과  | 적중 여부 |
| -------------- | ------------------ | --------- | --------------- | ----------- | ---------- | --------- |
| 폴란드         | UEFA 유로 2008     | 조별 리그 | 2008년 6월 8일  | 독일 승     | 2 : 0 (승) | 적중      |
| 크로아티아     | UEFA 유로 2008     | 조별 리그 | 2008년 6월 12일 | 독일 승     | 1 : 2 (패) | 실패      |
| 오스트리아     | UEFA 유로 2008     | 조별 리그 | 2008년 6월 16일 | 독일 승     | 1 : 0 (승) | 적중      |
| 포르투갈       | UEFA 유로 2008     | 8강전     | 2008년 6월 19일 | 독일 승     | 3 : 2 (승) | 적중      |
| 튀르키예       | UEFA 유로 2008     | 4강전     | 2008년 6월 25일 | 독일 승     | 3 : 2 (승) | 적중      |
| 스페인         | UEFA 유로 2008     | 결승전    | 2008년 6월 29일 | 독일 승     | 0 : 1 (패) | 실패      |
| 오스트레일리아 | 2010년 FIFA 월드컵 | 조별 리그 | 2010년 6월 13일 | 독일 승     | 4 : 0 (승) | 적중      |
| 세르비아       | 2010년 FIFA 월드컵 | 조별 리그 | 2010년 6월 18일 | 세르비아 승 | 0 : 1 (패) | 적중      |
| 가나           | 2010년 FIFA 월드컵 | 조별 리그 | 2010년 6월 23일 | 독일 승     | 1 : 0 (승) | 적중      |
| 잉글랜드       | 2010년 FIFA 월드컵 | 16강전    | 2010년 6월 27일 | 독일 승     | 4 : 1 (승) | 적중      |
| 아르헨티나     | 2010년 FIFA 월드컵 | 8강전     | 2010년 7월 3일  | 독일 승     | 4 : 0 (승) | 적중      |
| 스페인         | 2010년 FIFA 월드컵 | 4강전     | 2010년 7월 7일  | 스페인 승   | 0 : 1 (패) | 적중      |
| 우루과이       | 2010년 FIFA 월드컵 | 3·4위전   | 2010년 7월 10일 | 독일 승     | 3 : 2 (승) | 적중      |

### 독일 축구 국가대표팀의 경기가 아닌 경기
| 팀                 | 대회               | 경기 등급 | 날짜            | 예상      | 결과                  | 적중 여부 |
| ------------------ | ------------------ | --------- | --------------- | --------- | --------------------- | --------- |
| 네덜란드 대 스페인 | 2010년 FIFA 월드컵 | 결승전    | 2010년 7월 11일 | 스페인 승 | 네덜란드 0 : 1 스페인 | 적중      |

## 예언의 비결
파울이 이렇게 정확하게 맞추는 데 대해 '해양생물이 원래 영리하다', '문어의 지능은 세 살 어린아이에 준한다'는 주장도 제기되고 있으나, 자주 보았던 독일 국기에 적응되었을 가능성, 수족관측이 독일 국기를 선택하도록 훈련시켰을 가능성 등 의혹들이 제기되기도 했다. 일각에서는 문어의 시력이 흑백만을 감지할 수 있다는 점과, 가로선을 예민하게 받아들인다는 점 등을 들며 독일과 스페인의 국기를 선택했을 가능성을 제시하기도 했다. 파울이 월드컵에서 맞춘 경기는 8경기로 단순 확률로는 1/256이다. 복권 1등 당첨 확률인 수십만에서 수백만분의 1보다는 훨씬 높다는 점을 들며 단순 우연이라는 분석이 제기되기도 한다.

## 이후
파울의 예측이 정확하게 들어맞게 되어 인기가 급상승하게 되자, 파울의 국적을 두고 잉글랜드와 이탈리아 사이에서 논란이 빚어지기도 했으며, 스페인의 한 사업가가 파울을 3만 8000유로에 구입하겠다고 수족관 측에 제안하기도 하였다. 경기 이후 파울은 팬들에게 우승 컵도 선물받았다.
월드컵 경기가 끝난 이후 7월 13일 파울이 있는 수족관 측은 "파울이 예언 사업에서 물러날 것”이라며 은퇴를 선언했다. “축구는 물론, 정치, 경제 등에 대한 예언을 중단하고 어린이의 웃음을 위한 과거의 직업으로 돌아갈 것"이라고 말했다. 이는 파울의 수명이 얼마 남지 않은 점도 고려된 것으로 분석된다.
스페인의 우승까지 맞춘 파울은 스페인의 국민적 영웅이 되었으며, 명예시민으로 위촉되기도 했다. 스페인 정부는 그의 이름과 등번호 8번이 새겨진 유니폼을 제작하였는데, 여기서 8은 스페인이 넣은 골 수, 2010 FIFA 월드컵에서 총 맞춘 경기 수, 문어의 다리 개수를 상징한다. 또한 스페인의 지방자치단체와, 동물원 등에서 구입, 임대 등 파울을 데려오기 위한 갖가지 노력을 하였으나, 파울을 관리하는 독일의 수족관 측에서 반대하여 무산되기도 했다.
이 외에도 중화인민공화국에서 임대 요청이 들어오거나, 러시아의 도박회사에서 10만 유로에 구입 제의가 들어오기도 하는 등 영입 제의가 끊이지 않았다. 중화인민공화국에서는 파울을 '문어대제'로 부르며 파울을 이용한 장난감, 잠옷, 책가방 등 상품도 잇따라 나오면서 인기를 끌기도 했으며, 브라질에서는 선택하기 어려운 일이 있을 때 파울이 대신해서 선택해주는 '파울 애플리케이션'도 나오기도 했다. 오스트레일리아와 말레이시아에서는 족집게를 지망하는 악어와 앵무새가 나오기도 했다.
월드컵 폐막 이후 은퇴한다고 했던것과 달리 파울은 다시 예언을 시작하였다. 2018년 월드컵은 영국(잉글랜드)에서 개최할 것이라고 예언하였으며,(그러나 실제로는 러시아가 개최하게 되었다.) 러시아의 차기 대통령을 예언하기도 했다. 하지만 러시아측은 파울의 예언 결과를 2012년까지 공개하지 않을것이라고 밝혔다. 예언 이외에도 몇몇 활동을 시작하였다. 멸종 위기에 처한 바다거북을 살리기 위한 활동에 나서거나, 엘비스 프레슬리의 추모 앨범 제작 계획도 참여했고, 광고 촬영과 영화 모델로도 발탁되었다.
사후에는 독일에서 파울의 기념비가 세워지기도 했다.
구글 두들에서도 고민하는 모습으로 등장했는데, 현재는 죽었기 때문에 머리에 천사 광배가 있다.